# Senat von Virginia

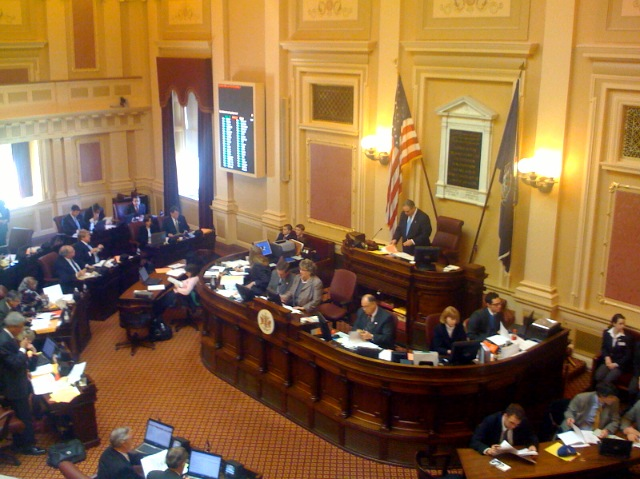
Sitzungssaal des Senats von Virginia

Der Senat von Virginia ist das Oberhaus der Virginia General Assembly, der Legislative des US-Bundesstaates Virginia.
Die Parlamentskammer setzt sich aus 40 Senatoren zusammen, die jeweils einen Wahldistrikt repräsentieren. Jede dieser festgelegten Einheiten umfasst eine Zahl von durchschnittlich 176.000 Staatsbürgern. Die Abgeordneten werden jeweils für vierjährige Amtszeiten gewählt. Die Wahlen finden immer am Dienstag nach dem ersten Montag im November statt.
Das Parlament traf sich seit 1788 im Virginia State Capitol in der Hauptstadt Richmond. Dieses wurde von Thomas Jefferson entworfen. In den letzten Jahren finden sich die Mitglieder der General Assembly und deren Stab im General Assembly Building ein, das sich am Capitol Square befindet.

## Aufgaben des Senats
Wie in den Oberhäusern anderer Bundesstaaten und Territorien sowie im US-Senat fallen dem Senat von Virginia im Vergleich zum Repräsentantenhaus spezielle Aufgaben zu, die über die Gesetzgebung hinausgehen. So obliegt es dem Senat, Nominierungen des Gouverneurs in dessen Kabinett, weitere Ämter der Exekutive sowie Kommissionen und Behörden zu bestätigen oder zurückzuweisen.

## Gehalt und Voraussetzung für die Abgeordnetenkammer
Das jährliche Gehalt der Delegierten beträgt 18.000 Dollar. Ferner muss jeder Kandidat vor der Wahl ins Abgeordnetenhaus das 21. Lebensjahr vollendet haben und Einwohner des Distrikts sein, welchen er repräsentieren will. Er muss aber auch berechtigt sein für die General Assembly Legislatur zu stimmen. Eine reguläre Sitzung der General Assembly dauert in einem geraden Jahr 60 Tage und in einem ungeraden Jahr 30 Tage, es sei denn, sie wird durch eine Zweidrittelmehrheit verlängert.

## Struktur der Kammer
Präsident des Senats ist der jeweils amtierende Vizegouverneur. An Abstimmungen nimmt er nur teil, um bei Pattsituationen eine Entscheidung herbeizuführen. In Abwesenheit des Vizegouverneurs – derzeit die Republikanerin Winsome Sears – steht der jeweilige Präsident pro tempore den Plenarsitzungen vor. Dieser wird von der Mehrheitsfraktion des Senats gewählt und später durch die Kammer bestätigt. Weitere wichtige Amtsinhaber sind der Mehrheitsführer (Majority leader) und der Oppositionsführer (Minority leader), die von den jeweiligen Fraktionen gewählt werden.

### Zusammensetzung der Kammer
| Partei   | Partei                 | Abgeordnete |
| -------- | ---------------------- | ----------- |
|          | Demokratische Partei   | 22          |
|          | Republikanische Partei | 18          |
| Summe    | Summe                  | 40          |
| Mehrheit | Mehrheit               | 4           |

### Wichtige Kammermitglieder
| Position              | Name              | Partei       | Distrikt |
| --------------------- | ----------------- | ------------ | -------- |
| Präsident Pro Tempore | Charles J. Colgan | Demokrat     | 29       |
| Majority Leader       | Richard L. Saslaw | Demokrat     | 35       |
| Minority Leader       | Tommy Norment     | Republikaner | 3        |

## Senatssiegel

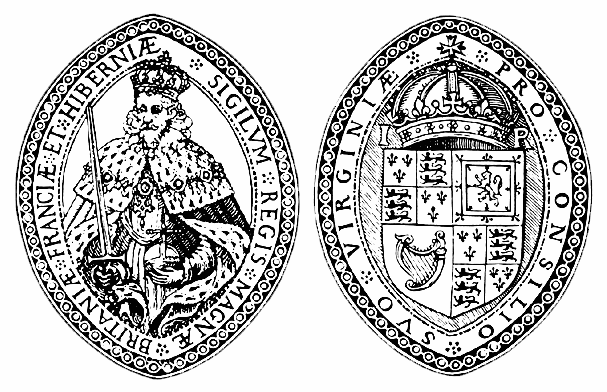
Das Siegel der London Company

Wappen des Senats von Virginia

Der Senat besitzt sein eigenes Wappen, das durch das College of Arms in England entworfen und erteilt wurde. Dieses Wappen ist auch auf dem offiziellen Siegel des Senats von Virginia abgebildet. Es besitzt aber keine Ähnlichkeit mit dem Siegel des Commonwealth of Virginia, was das Siegel des ganzen Staates ist.
Das Wappen wurde am 22. Januar 1981 angenommen. Es beruht angeblich auf dem Siegel und Wappen der Virginia Company of London, den königlich gecharterten Unternehmen, die die europäische Besiedlung in Virginia finanzierten. Bis auf den geviertelten Schild, der auf beiden Abbildungen angezeigt wird, gibt es keine Ähnlichkeit zwischen ihnen.
Im Zentrum des Senatswappens befindet sich ein Schild, welcher durch ein rotes Kreuz in vier Abschnitte aufgeteilt ist. In jedem dieser Viertel befinden sich ein kleines Schilder, welche die Wappen von vier Ländern (England, Frankreich, Schottland und Irland) repräsentieren, aus denen die meisten Siedler in den ersten Wellen der europäischen Einwanderung in Virginia kamen.
Die vier Wappen, ein kleiner Helmkleinod eines gekrönten weiblichen Kopfes mit offenen Haar, die wohl Königin Elisabeth I. (Virginia war nach der Virgin Queen benannt worden) darstellt und der Drache (Teil von Elizabeths königlichen Siegel von England) verweisen auf Virginias europäisches Erbe. Das Senatssiegel gibt keinen Bezug zu Virginias amerikanischen Ureinwohner oder dem afroamerikanischen Erbe.
Ein Elfenbeinhammer schmückt den vertikalen Teil des roten Kreuzes im Wappen, der den Senat als gesetzgebende Gewalt ausweist. Der abgebildete Kardinal und der Hartriegel sind Virginias offizieller Staatsvogel und -baum. Das Band beinhaltet den lateinischen Leitspruch des Senats, Floreat Senatus Virginiae, was sinngemäß übersetzt bedeutet "Möge der Senat von Virginia erblühen".